# McKayla Maroney
McKayla Maroney (* 9. Dezember 1995 in Aliso Viejo, Kalifornien) ist eine ehemalige US-amerikanische Kunstturnerin und Olympiasiegerin.

## Werdegang
McKayla Maroney begann mit 9 Jahren intensiv Kunstturnen zu betreiben. Sie wurde 2011 nationale Meisterin an ihrem Spezialgerät, dem Sprung. Den Mehrkampf beendete sie auf dem zweiten Platz.

### Turn-Weltmeisterschaften 2011
Daraufhin wurde sie für die Turn-Weltmeisterschaften 2011 in Tokio nominiert, bei denen sie sowohl am Sprung als auch im Mannschaftsmehrkampf den ersten Platz erreichen konnte.
Im Juni 2012 verletzte sie sich an den nationalen Meisterschaften beim Aufwärmen. Sie zog sich eine leichte Gehirnerschütterung und einen Nasenbeinbruch zu, konnte aber schon einen Monat später bei den Vorausscheidungen für die Olympischen Spiele in London wieder teilnehmen.

### Olympische Sommerspiele 2012
Bei diesen Spielen gewann sie im Mannschaftswettbewerb die Goldmedaille. Sie zeigte dabei einen fast perfekten Sprung. Für ihre beiden Sprünge erhielt sie eine durchschnittliche Ausführungsnote von 9.733, was die höchste bei Olympia oder Weltmeisterschaften erzielte Note seit Einführung des neuen Bewertungssystems ist.
Beim Einzelwettbewerb am Sprung erlangte sie hinter der Rumänin Sandra Izbașa Silber. Sie war als große Favoritin in diesen Wettkampf gestiegen und lag nach dem ersten Durchgang auch klar in Führung, stürzte jedoch beim zweiten Sprung. Später gab sie bekannt, dass sie die Spiele mit einem gebrochenen Zeh bestreiten musste.
Bei einem nacholympischen Show-Wettkampf im September 2012 brach sich Maroney das Schienbein und musste mehrere Monate pausieren. Erst im Juni 2013 bestritt sie wieder Wettkämpfe.
Im August desselben Jahres gewann sie bei den nationalen Meisterschaften Goldmedaillen am Sprung und am Boden.

### Turn-Weltmeisterschaften 2013
Bei den Turn-Weltmeisterschaften 2013 in Antwerpen gewann sie Gold am Sprung.
Sie war damit die erste amerikanische Turnerin, die ihren Weltmeistertitel am Sprung verteidigen konnte. Es sollte dies zugleich ihr letzter Turnwettkampf sein. Bei den Weltmeisterschaften 2014 in Nanning und 2015 in Glasgow konnte sie verletzungsbedingt nicht antreten. Sie hatte sich Anfang 2014 einer Knieoperation unterziehen müssen, nach der es ihr nicht mehr gelang, ihr früheres Leistungsniveau zu erreichen.

### Rücktritt vom Spitzensport 2016
Am 24. Februar 2016 gab sie aufgrund der anhaltenden gesundheitlichen Probleme ihren Rücktritt vom Spitzensport bekannt.
Maroney begann sich noch während ihrer Sportkarriere auch als Schauspielerin zu versuchen. Sie spielte ab 2012 kleinere Rollen in den Fernsehserien Hart of Dixie, Bones – Die Knochenjägerin und Superstore. Auch im Musikvideo zum Song Up in the Air der Rockband 30 Seconds to Mars war sie zu sehen. Sie gab nach ihrem Rücktritt vom Spitzensport bekannt, dass sie sich mit Musik beschäftigen und Popsängerin werden wolle. Am 7. März 2020 veröffentlichte sie die Single Wake Up Call.

## Meme

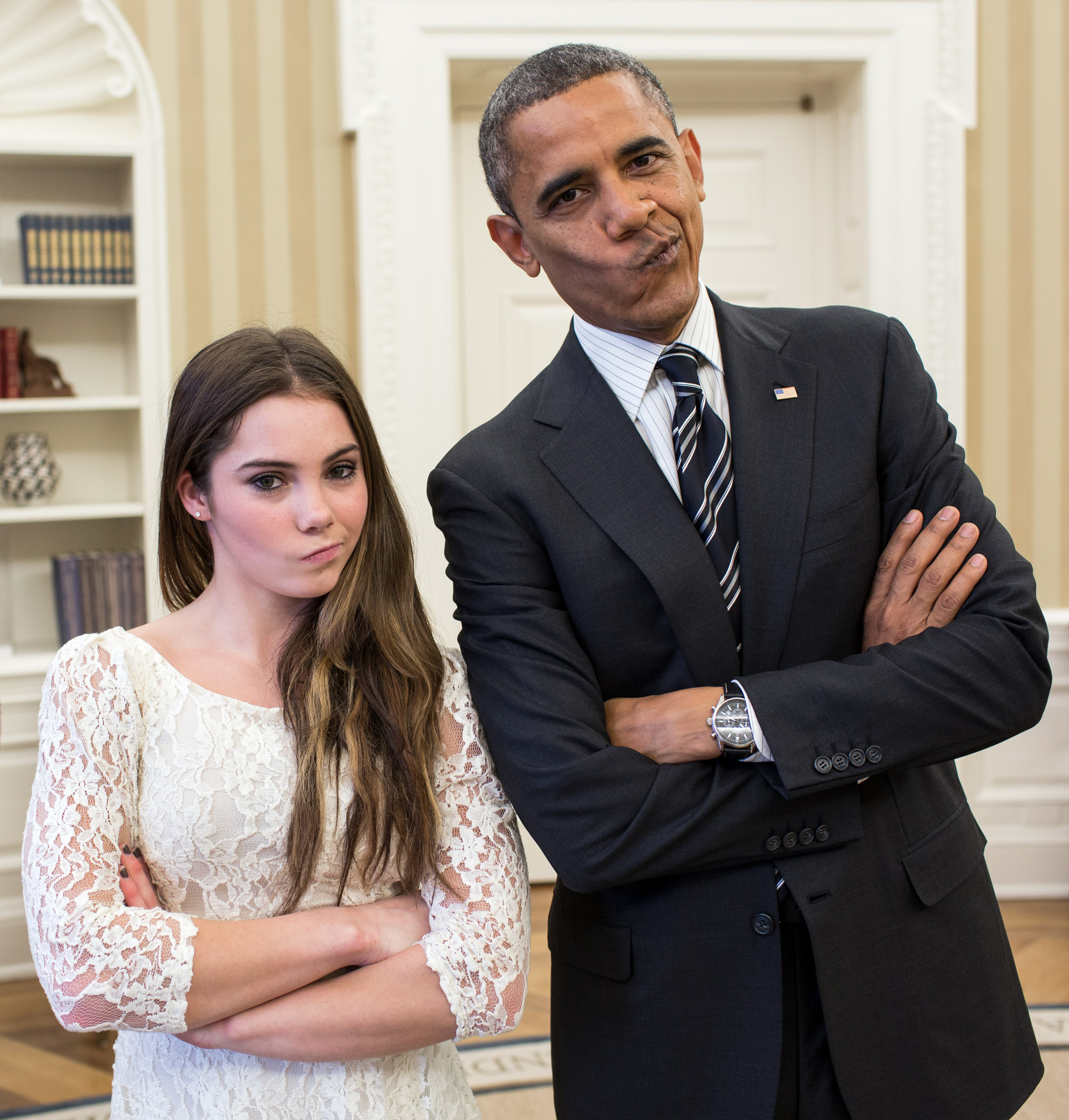
„McKayla is not impressed“ auf dem Empfang des US-Kunstturnteams durch Präsident Obama, November 2012

Als ihr im Anschluss an ihren Silber-Erfolg im Sprung bei den Olympischen Sommerspielen in London 2012 die Medaille überreicht wurde, war sie mit verschränkten Armen und einem zusammengekniffenen, zur Seite gedrehten Mund zu sehen. Schnell zog dieses Bild ein nach ihr benanntes Meme namens „McKayla is not impressed“ nach sich, das sich im Internet großer Popularität erfreute.
Maroney selbst legte später dar, sie habe versucht, möglichst emotionslos zu wirken, habe dabei aber keinen klaren Gedanken fassen können. Im November 2012 wurde Maroney zusammen mit dem US-Kunstturnteam ins Weiße Haus eingeladen, wo sie zusammen mit dem damaligen US-Präsidenten Barack Obama die Mimik des "McKayla is not impressed"-Fotos nachstellte.

## Missbrauch im US-Turn-Team
Im Oktober 2017 machte sie im Rahmen der #MeToo-Kampagne öffentlich, dass sie ab dem Alter von 13 Jahren bis zum Ende ihrer Sportkarriere vom damaligen US-Teamarzt Larry Nassar sexuell missbraucht worden sei. Dieser war zuvor bereits von anderen Frauen wegen sexueller Belästigung angeklagt worden.
Im Dezember 2017 reichte Maroney Klage gegen den amerikanischen Kunstturnverband und das US-Olympiakomitee (USOC) ein. Sie wirft dem Verband vor, ihr Schweigegeld gezahlt zu haben.
Im September 2021 erhoben Simone Biles, Alexandra Raisman, McKayla Maroney sowie Maggie Nichols vor dem Senat schwere Vorwürfe gegen das FBI, den nationalen Verband USA Gymnastics und das Olympische und Paralympische Komitee der USA (USOPC), weil diese die Hinweise der Athletinnen sehr lange nicht nachverfolgt hätten. So sei es zum Missbrauch weiterer junger Frauen gekommen. Das Büro des Generalinspekteurs des Justizministeriums, Michael Horowitz, hat in einem im Juli veröffentlichten Bericht die falsche Einschätzung und mangelnde Ernsthaftigkeit bei der Bearbeitung der Hinweise durch das FBI bestätigt. Teilweise seien Aussagen beschwichtigt und geändert worden.
Mitte Dezember 2021 sprach ein Gericht in Indianapolis den Opfern des Missbrauchsskandals eine Entschädigung in Höhe von insgesamt 380 Millionen US-Dollar zu. Die Summe deckt die Forderungen von hunderten Frauen, muss allerdings nicht von Nassar, sondern vom Turnverband aufgebracht werden. Neben einer Entschuldigung ließ dessen Präsidentin verlautbaren, verschiedene Maßnahmen zu ergreifen, um die Sicherheit der Sportlerinnen und Sportler zu gewährleisten. Nassar selbst musste sich insgesamt drei Gerichtsverfahren stellen, in denen eine kumulierte Gefängnisstrafe von 40 bis 175 Jahren verhängt wurde.